# تریانا پارک
تریانا پارک (به انگلیسی: Triana Park) گروه موسیقی لتونی است.
آن ها در مسابقه آواز یوروویژن ۲۰۱۷ نماینده لتونی بودند .